# Emanuel Zisman

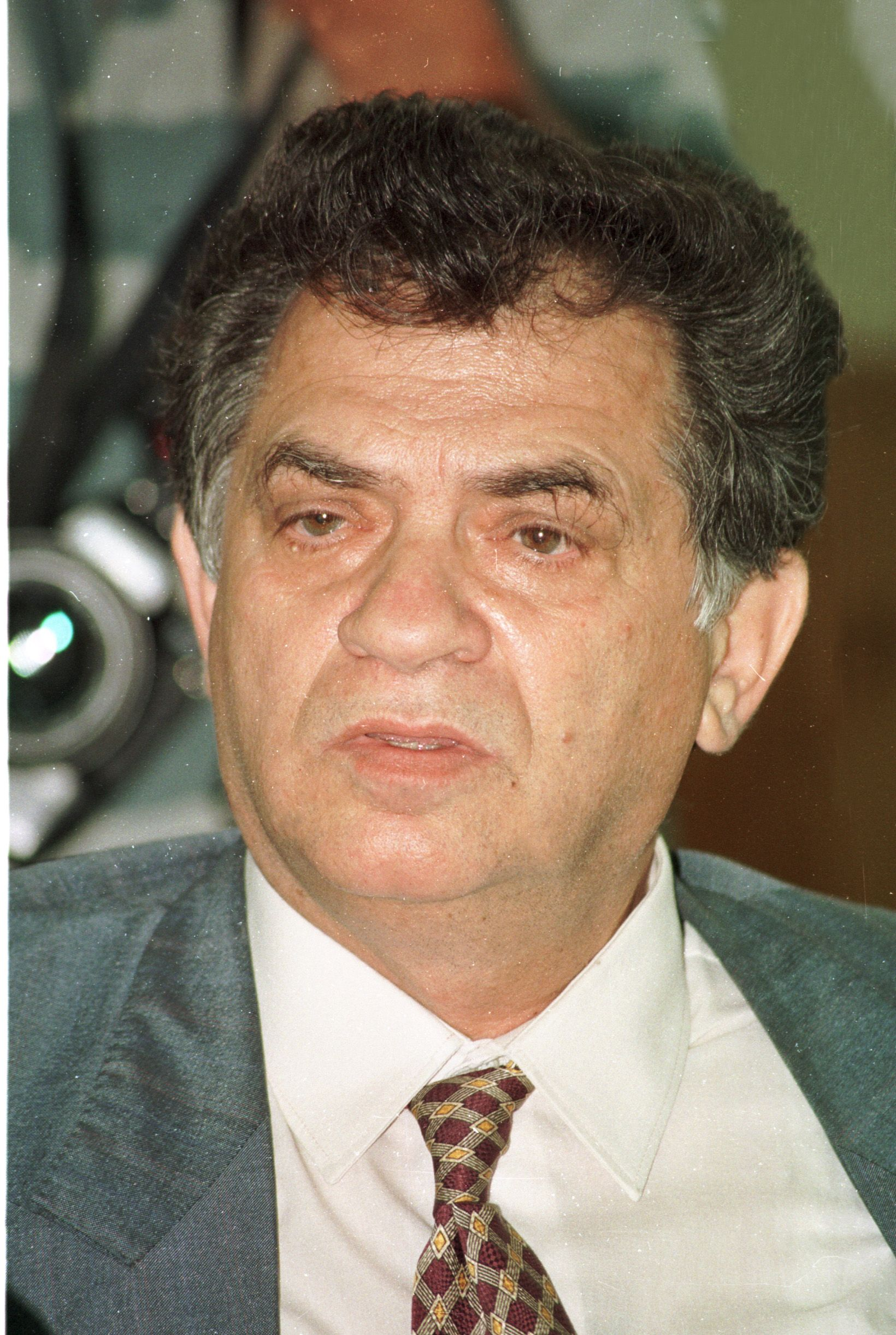
Emanuel Zisman

Emanuel Zisman (hebräisch עמנואל זיסמן; * 11. Februar 1935 in Plowdiw, Bulgarien; † 12. November 2009 in Jerusalem) war ein israelischer Politiker.
Zisman wurde 1935 in Bulgarien geboren. Im Jahr 1949 emigrierte seine Familie nach Israel und ließ sich in Jerusalem nieder.
Im Jahr 1988 wurde Zisman erstmals in die Knesset gewählt. 1992 erfolgte seine Wiederwahl. Am 7. März 1996 verließen Zisman und Avigdor Kahalani die Awoda und gründeten die Partei Dritter Weg. Bei den im selben Jahr stattfindenden Wahlen konnte die neue Partei vier Sitze in der Knesset gewinnen und beteiligte sich an der Regierung von Benjamin Netanjahu.
Am 29. März 1999 trat Zisman aus der Partei aus und saß fortan als parteiloser Abgeordneter in der Knesset. Bei den Wahlen im Mai verlor er sein Mandat. Neben seiner Abgeordnetentätigkeit war Zisman auch Mitglied des Stadtrats von Jerusalem sowie langjähriger Vorsitzender der „Israelisch-Bulgarischen Gesellschaft“.
Im Oktober 2000 wurde er israelischer Botschafter in Bulgarien. Diesen Posten übte er bis November 2002 aus.
Zisman war Träger des höchsten bulgarischen Verdienstorden Orden „Stara Planina“. Er war verheiratet und hatte drei Kinder.